# Бурлаков, Николай Михайлович
Николай Михайлович Бурлаков (30.12.1906-25.12.1973) — советский учёный в области мясного и молочного скотоводства, член-корреспондент ВАСХНИЛ (1956).
Родился в с. Доброе (ныне Букский район Киевской области). Окончил Ленинградский СХИ (1927) и Алма-Атинский СХИ (1941).
- 1927—1936 зоотехник, старший зоотехник в совхозах Московской, Ленинградской, Киевской, Винницкой областях.
- 1936—1938 старший зоотехник, директор племсовхоза им. В. И. Ленина Казахской ССР.
- 1938—1940 начальник кормового отдела Наркомзема Казахской ССР.
- 1940—1941 директор конного завода № 49, г. Джамбул.
- 1941—1945 директор Алма-Атинского треста конных заводов НКЗ СССР,
- 1945—1951 директор Украинского треста конных заводов НКЗ СССР.
- 1951—1953 начальник Харьковского областного управления сельского хозяйства,
- 1953—1954 зам. директора по науке Украинского НИИ животноводства,
- 1954—1956 зам. начальника и начальник Главного управления с.-х. пропаганды и науки МСХ СССР,
- 1955—1956 зам. министра совхозов СССР.
- 1956—1961 директор ВНИИ животноводства.
- с 1961 старший научный сотрудник, с 1967 руководитель отдела экономических проблем животноводства ВНИИ экономики сельского хозяйства.

Кандидат сельскохозяйственных наук (1951), член-корреспондент ВАСХНИЛ (1956).
Награжден 3 орденами Трудового Красного Знамени, орденом «Знак Почета», 4 медалями СССР, 3 медалями ВСХВ и ВДНХ.
Публикации:
- Насущная задача животноводства: Источники увеличения пр-ва говядины. — М.: Сов. Россия, 1960. — 88 с.
- Интенсификация скотоводства. — М.: Знание, 1966. — 32 с.
- Проблемы молочного скотоводства. — М.: Знание, 1968. — 30 с.
- Экономика и организация скотоводства. — М.: Колос, 1970. — 352 с.
- Производство говядины. — М.: Моск. рабочий, 1971. — 68 с.